# Azatiopryna

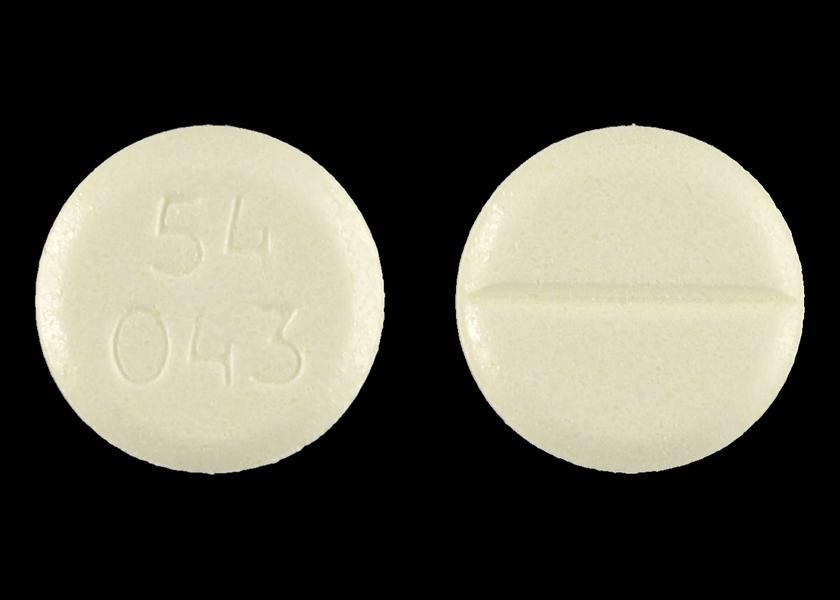
Tabletka zawierająca 50 mg azatiopryny

Azatiopryna (łac. azathioprinum) – organiczny związek chemiczny, antymetabolit, lek o silnym działaniu immunosupresyjnym i cytotoksycznym, który jest metylonitroimidazolową pochodną 6-merkaptopuryny. Po podaniu ulega biotransformacji w wątrobie i nerkach do 6-merkaptopuryny i metylonitroimidazolu. Końcowym metabolitem jest kwas tiomoczowy, który ulega wydaleniu z moczem. W Polsce azatiopryna jako lek jest dostępna pod nazwą handlową Imuran i Azathioprine, w postaci niewielkich żółtych lub koloru morelowego, obustronnie wypukłych tabletek z otoczką. Bywa też podawana dożylnie.

## Historia
Azatiopryna została po raz pierwszy wprowadzona do praktyki klinicznej przez sir Roya Calne’a, pioniera brytyjskiej transplantologii. Opierając się na pracy sir Petera Medewara dotyczącej immunologicznych przyczyn odrzucania przeszczepu, zaproponował wprowadzenie 6-merkaptopuryny jako leku immunosupresyjnego przy przeszczepieniu nerki. Odkryta potem azatiopryna zastąpiła 6-merkaptopurynę dzięki swojej mniejszej toksyczności. Przez lata terapia azatiopryną w połączeniu z glikokortykosteroidami była standardem w zapobieganiu odrzucania przeszczepu. W 1978 roku została zastąpiona cyklosporyną, również wprowadzoną przez Calne’a.

## Mechanizm działania
Blokuje poprzez alkilację grupy sulfhydrylowe, a dzięki uwalnianiu 6-merkaptopuryny działa jak antymetabolit dla zasad purynowych (powoduje zaburzenie syntezy DNA) w limfocytach stymulowanych antygenem. Lek działa przede wszystkim na komórki dzielące się. Azatiopryna hamuje proliferację limfocytów T oraz w mniejszym stopniu także limfocytów B.
Obecnie nieznana jest aktywność i farmakodynamika metylonitroimidazolu u ludzi (przeprowadzono szczątkowe badania na szczurach). Przypuszcza się, że może on w pewien sposób wpływać na metabolizm i LADME powstającej 6-merkaptopuryny w porównaniu z klinicznie czystą 6-merkaptopuryną. Z badań medycznych wynika, że obecność komponenty metylonitroimidazolowej jest odpowiedzialna za dodatkową szkodliwość azatiopryny (włącznie ze znacznym zwiększeniem ryzyka raka skóry po ekspozycji na światło słoneczne) nawet w porównaniu z pochodnymi merkaptopuryny pozbawionymi podstawnika nitrowego, który wydaje się mieć kluczową rolę w jej zwiększeniu (sugerując się metabolizmem większości związków nitrowych, można podejrzewać, że metylonitroimidazol – powstały w organizmie z azatiopryny – jest w stanie spowodować znaczne namnażanie wolnych rodników, których szkodliwe działanie jest znane nawet wśród laików).

## Wskazania
Azatioprynę stosuje się obecnie w zapobieganiu reakcji odrzucania przeszczepów i w leczeniu chorób autoimmunologicznych. Najczęstsze zastosowania leku to:
- transplantologia – w celu zapobiegania odrzucaniu przeszczepu
- reumatoidalne zapalenie stawów
- toczeń rumieniowaty układowy
- zapalenie skórno-mięśniowe
- zapalenie wielomięśniowe
- guzkowe zapalenie tętnic
- pęcherzyca zwyczajna
- autoimmunologiczna niedokrwistość hemolityczna
- plamica małopłytkowa
- autoimmunologiczne zapalenie wątroby
- wrzodziejące zapalenie jelita grubego
- Choroba Crohna
- zespół nerczycowy
- stwardnienie rozsiane
- kłębuszkowe zapalenie nerek.
- autoimmunologiczne zapalenie wątroby.

## Przeciwwskazania
Nie wolno stosować w następujących przypadkach:
- nadwrażliwość na lek
- u osób z niedoborem fosforybozylotransferazy hipoksantynowo-guaninowej
- u osób z niedoborem metylotransferazy tiopurynowej

Ostrożnie:
- osoby w podeszłym wieku
- upośledzona czynność wątroby lub nerek.

## Działania niepożądane
Azatiopryna jest hepatotoksyczna u ludzi i zwierząt, a także wykazuje właściwości mutagenne, co zostało wykazane w różnych badaniach medycznych.
Potencjał mutagenny azatiopryny jest wyższy niż w przypadku podobnych immunosupresantów; najprawdopodobniej przyczyną jest obecność grupy nitrowej, która w organizmie podlega przemianom metabolicznym (głównie redukcji) prowadzącym do nienormalnego podwyższenia liczebności wolnych rodników (m.in. ponadtlenkowych), a w następstwie do zjawiska stresu oksydacyjnego (także wraz z następującym poń uszkodzeniami mitochondrialnymi) zwłaszcza w tkankach najsilniej metabolizujących. Notowano też obniżenie stężenia glutationu w wątrobie, co także można wytłumaczyć metabolizmem komponenty metylonitroimidazolowej.
Podczas przyjmowania leku należy unikać światła słonecznego, które może indukować raka skóry w wyniku fotosensybilacji azatiopryny. Światło ultrafioletowe prowadzi do rozkładu azatiopryny połączonego z powstawaniem wolnych rodników.
Zaobserwowane niepożądane działania azatiopryny:
- upośledzenie/hamowanie czynności szpiku kostnego (działanie mielosupresyjne):
  - granulocytopenia, rzadko agranulocytoza
  - leukopenia
  - małopłytkowość
  - niedokrwistość
  - rzadko: pancytopenia
- zwiększona podatność na zakażenia
- zaburzenia czynności wątroby (sama azatiopryna, jak i jej metabolity mogą wykazywać hepatotoksyczność – donoszono o rzadkich przypadkach zwłóknienia miąższu wątroby oraz zarastania naczyń wątrobowych, przy czym niektóre z tych zmian były odwracalne)
- zapalenie trzustki
- wypadanie włosów (aż do ich całkowitej utraty)
- złe samopoczucie
- zawroty głowy
- gorączka
- dreszcze
- biegunka
- bóle mięśni i stawów
- zaburzenia rytmu serca
- świąd skóry
- osutka
- zapalenie naczyń
- zaburzenia czynności nerek
- spadek ciśnienia tętniczego
- cholestaza
- nudności, wymioty
- jadłowstręt
- śródmiąższowe zapalenie płuc – bardzo rzadko.

U osób po przeszczepieniu narządów leczonych azatiopryną występuje zwiększona częstość zachorowań na choroby nowotworowe, a w przypadku łączenia dużych dawek azatiopryny z infliksymabem, także na wysoce zjadliwą odmianę skrajnie niebezpiecznego chłoniaka T-komórkowego.
Ryzyko takie wzrasta przy jednoczesnym stosowaniu kilku immunosupresantów naraz, co należy mieć na uwadze w przypadku podejmowania decyzji o rozpoczęciu takiej terapii.

## Interakcje
- pochodne kwasu aminosalicylowego (np. 5-ASA, olsalazyna, sulfasalazyna) hamują czynność metylotransferazy tiopurynowej, co powinno się wziąć pod uwagę w razie terapii skojarzonej (np. w autoimmunologicznych chorobach zapalnych jelit)
- zdecydowanie zaleca się unikać jakichkolwiek dawek alkoholu ze względu na skumulowanie efektu hepatotoksycznego
- łączenie z innymi immunosupresantami (glikokortykosterydami, cyklosporyną, infliksymabem) wiąże się z możliwością nadmiernego hamowania funkcji układu odpornościowego lub szpiku kostnego
- w testach in vitro furosemid zaburzał metabolizm azatiopryny w tkance wątrobowej, znaczenie kliniczne tej interakcji nie zostało jeszcze wyjaśnione.

## Preparaty
- Azathioprine
- Imuran